# Valentín Canalizo
José Valentín Raimundo Canalizo Bocadillo  (Monterrey, Nuevo León, 12 de febrero de 1794 - Ciudad de México, 20 de febrero de 1850), fue un destacado militar y político mexicano, que ha sido el único Presidente de México nacido en el estado de Nuevo León. Fue dos veces Presidente de México, por el total de un año, en 1843 y por segunda vez en 1844, en un periodo difícil e inestable de la historia mexicana, posterior a la Independencia de México y la separación de Texas de México, y previo a la invasión estadounidense. Antes de ser presidente, fue alcalde o prefecto de la Ciudad de México (hoy jefe de Gobierno de la Ciudad de México), y anteriormente fue Gobernador del estado de Puebla. Tiempo antes fue alcalde o Prefecto de la ciudad de Cuernavaca.
Militar de oficio, luchó en numerosas batallas famosas de las Guerras de la historia de México. Fue gobernador militar de los estados de Oaxaca y el Estado de México a principios de la década de  1830. A los 17 años, su primer trabajo fue como cadete real de infantería peleando contra los Insurgentes al inicio de la guerra de la Independencia de México en 1811, y hacia el fin de dicha guerra en 1821 juró lealtad al México independiente con Agustín de Iturbide.
Meses después de la Batalla de El Álamo en Texas en 1836, fue comandante de la División del Norte en Tamaulipas. En 1847 a los 53 años, tres años antes de morir, fue Ministro de Guerra (ministro de Defensa) con el presidente de México Valentín Gómez Farías. Durante la invasión estadounidense, combatió en Veracruz como general al frente de la División del Este.
De joven había formado parte del consejo de guerra que condenó a muerte a Vicente Guerrero en 1831 por lo que sería más recordado. Se decía al principio que él era "el más fiel al Presidente de México Antonio López de Santa Anna"; de allí que este lo eligiera como su sucesor a la presidencia del país, en la época de la "dictadura" de Santa Anna, en que varios presidentes incluyendo Gómez Farías y Canalizo, ocuparon el poder presidencial por periodos y turnándose con Santa Anna. Sin embargo, al final de la Guerra de México con Estados Unidos, Canalizo se distanció de Santa Anna por desacuerdos con él sobre tácticas militares de cómo combatir al enemigo estadounidense, apartándose de las últimas batallas de esta guerra y retirándose de la política.

## Biografía

### Primeros años
Nació en Monterrey, Nuevo León, el 12 de febrero de 1794, siendo hijo de don Vicente Canalizo y doña María Josefa Bocadillo. Para muchos criollos de su generación, la carrera de las armas representaba una buena posibilidad de vida, sobre todo para quienes tenían familiares con un buen puesto en el ejército. Es quizá por esta razón que poco después de iniciada la revolución de independencia, Valentín fue enviado con sus parientes, el general José Rafael Canalizo y Juan Nepomuceno Canalizo, a Querétaro en donde sentó plaza como cadete del Regimiento Provincial de Infantería, en Celaya, el 30 de agosto de 1811, hasta que dicho cuerpo fue refundido en el Regimiento de Infantería Primero de Línea, en 1821.

### Aceptado como cadete en el ejército realista
A los dieciséis años, en agosto de 1811 fue aceptado como cadete en el Regimiento Provincial de Celaya, unidad después comandada por el coronel Agustín de Iturbide. El servicio militar lo llevó a dejar su terruño y a vagar por gran parte del territorio nacional, un hecho de significativa importancia para la formación de su carácter y una posterior conciencia nacional.
En el ejército realista el joven Canalizo luchó contra los insurgentes en casi todas las campañas del centro del país y del bajío en 1814, en las acciones de la Purísima, la Quemada y San Miguel el Grande y, en 1815, en el ataque a valle de Santiago, y en el sitio de Copero, donde fue herido en el brazo derecho durante el asalto del 4 de marzo de 1815, en que el Regimiento de Celaya fue rechazado con graves pérdidas. Cabe decir que esa fue la única derrota que Iturbide sufrió en su carrera.
Convertido en un militar con temple que constantemente estaba en combate, los ascensos llegaron rápido. En 1816 fue nombrado subteniente y al siguiente año obtuvo el grado de teniente. Algunos historiadores lo han referido en esa etapa de su vida como uno de los oficiales más sanguinarios, debido a que las tropas de Iturbide tenían por norma ejecutar a los insurgentes que caían prisioneros. Pero hay que recordar que Canalizo en esa época era un subordinado.

### En el ejército de Agustín de Iturbide
Comprometido desde 1820 con Iturbide, como la mayoría de los oficiales, Canalizo aceptó el Plan de Iguala cuya intención era la emancipación de México y se incorporó al Ejército Trigarante, como mayor de órdenes de la División de Vanguardia. Juró la Independencia el 2 de marzo de 1821. Una de las primeras tareas que se le encomendó fue convencer a las tropas del Regimiento de Celaya de unirse a la independencia.
Incorporado al Ejército Trigarante con el rango de capitán, formó parte de la División de Vanguardia en la exitosa marcha del general Iturbide hacia la capital. Bastarían solo seis meses para derrotar a todas las fuerzas españolas y criollas aún leales al rey Fernando VII en México. Canalizo se halló en los sitios y tomas de Valladolid, hoy Morelia, San Juan del Río, Zimapán y Querétaro. En San Luis de la Paz, Guanajuato, participó en el combate en donde dos regimientos españoles, el de Zaragoza y Zamora al mando del coronel Rafael Bracho, se rindieron en masa. 
En la batalla de Azcapotzalco, ocurrida en agosto de 1821 cerca de la capital del país, y considerada la última acción bélica de la Guerra de Independencia, se distinguió con creces. Herido en la pierna derecha, por su valor el 19 de agosto de 1821 fue ascendido a teniente coronel, en el mismo campo de batalla y premiado con un escudo de distinción. Asistió al sitio y toma de la Ciudad de México. Victorioso el Ejército Trigarante entró en la Ciudad de México un mes después, el 27 de septiembre de 1821, Cerca de dieciséis mil tropas desfilaron por las calles y Valentín marchó orgullosamente a la vanguardia de la columna dirigiendo dos compañías de su regimiento, y a la jornada de Guadalajara con el general José Joaquín de Herrera. Se adhirió al Plan de Casa Mata en 1823.

### En el ejército mexicano independiente
En el México independiente un nuevo ejército fue creado. El antiguo Regimiento de Celaya pasó a ser el 1° Regimiento de Línea, y Canalizo se integró al ejército nacional con el puesto de coronel. En el Archivo de Cancelados de la Secretaría de la Defensa Nacional se encuentra su expediente, formado por casi tres tomos, en el cual es descrito de la siguiente manera, en una media filiación suya de esa época, se le describió como de: "Calidad noble, pelo y cejas güeras, ojos azules, color blanco y nariz regular".

### Detención de Guadalupe Victoria
Aunque la mayoría de los que habían formado el Ejército Trigarante estaban a favor de la emancipación, no todos tenía las mismas ideas políticas. La búsqueda de una nueva forma de gobierno llevaría a la formación de partidos y a la distensión entre los mexicanos. Apoyado fuertemente por el ejército, Iturbide lograría imponerse primero como presidente de la Junta Provisional Gubernativa y después como emperador de México. El descontento no se hizo esperar, sobre todo entre los antiguos insurgentes.
El General Guadalupe Victoria, encabezaría una conspiración para constituir una república; pero informado Iturbide de la existencia de esta conjura, de inmediato ordenó su detención. La aprehensión quedó a cargo del coronel Canalizo. El historiador Lucas Alaman relata que después de arrestarlo con un pelotón de soldados, se encargó de llevarlo a prisión, pero en el acto de conducirlo, Victoria trató de huir, y Canalizo tuvo que usar el sable para impedirlo. Con el plano de su espalda lo cintareo (planazos) varias veces en la espalda.
Este incidente le traería fuertes resentimientos y posteriores consecuencias, ya que tras la caída de Iturbide y el ascenso de Victoria como primer presidente de México, se vería forzado a retirarse del ejército. Regresaría al servicio activo hasta 1829, cuando surgió la amenaza de reconquista española y la fallida invasión del general Isidro Barradas a Tampico.

### Apoyando al Gral. Anastasio Bustamante
Reincorporado con su anterior cargo de coronel, apoyaría a uno de sus antiguos jefes del Ejército Trigarante y de la batalla de Azcapotzalco, Anastasio Bustamente, en el Plan de Jalapa (1829) en contra de la administración del presidente Vicente Guerrero.
Después, los continuos levantamientos y revueltas lo llevaron a una serie de campañas por los más diversos territorios del país. En 1830 hizo la campaña de Puebla, incorporado a las fuerzas de Eligio Ruelas, asistiendo a las acciones en las poblaciones de Llano Alto y El Alacrán. Al año siguiente 1831 asistió a la pacificación de la Costa Chica en el actual estado de Guerrero y la Mixteca, en Oaxaca contra los sublevados Narváez y Luna. En esta última región realizó un destacado servicio al frente del ejército mexicano al salvar la Villa de Etla. De acuerdo con el historiador Carlos María de Bustamante, destrozó en diez minutos a más de seiscientos hombres que iban a consumar el saqueo de aquella ciudad. Este hecho, ampliamente recordado en su época, sería usado a su favor durante un juicio al que fue sometido años después por el Congreso, tras su caída de la presidencia. Fue nombrado comandante general del Departamento (hoy estado) de Oaxaca.

### Consejo de Guerra y fusilamiento de Vicente Guerrero
En 1831 Canalizo fue ascendido a coronel, luego desempeñó la prefectura o alcaldía de Cuernavaca y después fue teniente gobernador del Departamento de México (hoy Estado de México). Estando en Oaxaca, el azar también lo llevó a formar parte del consejo de guerra que se levantó contra el expresidente Vicente Guerrero, después de que había sido traicionado y aprehendido por el marino genovés Francisco Picaluga, cuando fue invitado a comer en el bergantín Columbo del cual era capitán y se encontraba fondeado en la bahía de Acapulco, levando anclas y entregado al gobierno en Santa María de Huatulco. Como el oficial de mayor grado, el coronel Canalizo presidió el consejo integrado por diez capitanes. Acusado de sedición y motín, el antiguo héroe de la independencia fue sentenciado a muerte en un juicio de solo 48 horas. El consejo (---) condena al referido Vicente Guerrero a la pena de ser pasado por las armas, conforme a lo prevenido en la ley, estipulaba el veredicto final, en cuyo documento quedó estampada en primer término la firma de Canalizo. La sentencia fue llevada a cabo cuatro días después, el 14 de febrero de 1831 en Cuilapam.

### Rebelde y general
En menos de dos años Canalizo se convertiría también en un insurrecto. En 1833 se rebeló en contra de las reformas liberales que Valentín Gómez Farías proponía para acabar con los privilegios de la Iglesia y los militares. Bajo la consigna Religión y fueros, se proclamó en Ocotlán, Oaxaca, para defender la religión santa y sostener los fueros del ejército.
Aunque los principales líderes de este movimiento fueron pronto derrotados, Canalizo prosiguió la lucha durante varios meses más, hasta que finalmente la actitud conciliadora del presidente Gómez Farías lo convenció de deponer las armas. El hecho de no haber sido vencido le ganó reputación y en 1835 le fue otorgado el grado de general de brigada. Durante los siguientes años obtendría una serie de puestos importantes, como comandante militar del departamento de Oaxaca, prefecto de Cuernavaca, teniendo gobernador del Estado de México y gobernador de esa entidad.

### Comandante del Ejército del Norte
Enviado a la frontera para dirigir el Ejército del Norte, en julio de 1836 marchó a Matamoros, Tamaulipas, a las órdenes del general Vicente Filisola, siendo designado comandante general y comandante de la División del Norte. Se encargó de reorganizarlo porque había quedado seriamente maltrecho tras la desastrosa campaña de Texas. Si bien esto lo alejó de participar en acciones más vistosas, como La guerra de los Pasteles, contra los franceses (1838-1839), lograría en cambio renovar con éxito la moral de sus tropas y convertirlas en una fuerza más eficiente.
En el Ejército del Norte combatió, además de los constantes bandoleros y comanches que plagaban la región, las revueltas de José Urrea en Durango, Antonio Mejia en Tampico, Pedro Lemus en Nuevo León y Antonio Canales en las Villas del Norte (Mier, Camargo, Reynosa y Matamoros. Después de rendir a Canales en Matamoros, fue llamado a la Ciudad de México, por el presidente Anastasio Bustamante y  el 19 de octubre de 1841 le fue impuesta la banda azul de general de división, el grado máximo del ejército. 
Una nueva fase se abría ahora en su carrera: la de participar y decidir la política nacional. Aunque fue propuesto para otras operaciones militares como la de comandar la expedición de reconquista de Texas o ser enviado a socavar la rebelión en Yucatán, su etapa de guerras y campañas había concluido.

### Aliado de Santa Anna
Su adhesión a una de las figuras de la época, Antonio López de Santa Anna, le ayudaría a alcanzar el cenit de su poder y la presidencia de la República. Formando un estrecho vínculo de lealtad y de amistad con Santa Anna, llegaría incluso a ser su padrino de boda en el segundo matrimonio del general veracruzano con la jovencita Dolores Tosta.
Canalizo formó parte de una cúpula de militares, una élite de gobernantes, todos ellos surgidos de las filas del ejército que tras el desplome del federalismo como sistema político en México, trataron de establecer una república centralista entre 1835 y 1846.
Llamado por algunos historiadores como el Decenio Centralista, fue un período convulsivo caracterizado por el estancamiento económico y las luchas civiles. Diez hombres ocuparon la silla presidencial sucesivamente durante ese tiempo; pero cada uno fue expulsado del cargo a consecuencia de rebeliones armadas, golpes de Estado, destacando entre todos ellos Santa Anna, quién al presidir con amplias facultades sobre un Congreso en apariencia débil, fue más amante de mantener el poder que de dedicarse a gobernar. Dos veces se retiró de su puesto para ir a descansar a su hacienda El Lencero en Veracruz, dejando como presidente interino a su leal amigo Valentín Canalizo.

### Presidente interino
Nombrado Presidente de México, tomó posesión el 7 de septiembre de 1843, siéndole confirmada la designación por el Senado el 27 de enero de 1844, cargo en el que permaneció durante nueve meses, hasta junio del siguiente año, cuando Santa Anna regresó. Nuevamente el 21 de septiembre de 1844 juró como presidente interino, hasta que una revolución estalló contra su régimen.
Pronunciado el general Mariano Paredes y Arrillaga a principios de noviembre en Jalisco, pronto el movimiento fue secundado por miembros de las juntas departamentales de Puebla y Querétaro. Para hacer frente a esta rebelión, Santa Anna regresó a la capital y sin previa autorización ni aviso al Congreso partió con tropas rumbo a Querétaro, acción que de inmediato provocó el reclamo del Legislativo y la exigencia de que el presidente interino y su gabinete comparecieran para explicar el nombramiento ilegal de Santa Anna en el mando militar. 
El 22 de ese mismo mes murió su esposa doña Josefa Danila. En su tiempo tuvo lugar la reincorporación de Yucatán, que había pretendido separarse. El 3 de junio entregó el gobierno al general Santa Anna, quien lo designó jefe de la planta mayor y posteriormente lo nombró jefe de armas, con motivo del pronunciamiento del 26 de febrero, por la restauración de la Constitución de 1824.
Encontró oposición del Congreso que Canalizo disolvió por decreto el 29 de noviembre de 1844 o como el mismo explicó meses después ante un gran jurado, su intención era "solo suspender sus sesiones atendiendo el estado de efervescencia en que se hallaba la República". Además, con guardias armados impidió la entrada de los diputados al recinto. Y tropezó también con los escritos antisantanistas de Juan Bautista Morales y Luis de la Rosa. Su cuñado Manuel de Céspedes, se levantó en armas llamando a José Joaquín de Herrera a quien correspondía gobernar. Canalizo quiso atacar a Céspedes, pero entonces los diputados, reunidos en el convento de San Francisco, fueron quienes lo mandaron matar, cosa que no consiguieron.
A la medianoche del 6 de diciembre, la guarnición de la Ciudad de México se pronunció en favor del Congreso, contando con el apoyo de la población. En un auténtico motín popular y al grito de Muera el Cojo, viva el Congreso, la muchedumbre arremetió contra todo lo que representaba Santa Anna y su gobierno. Primero derribó una estatua de bronce dedicada al dictador, situada en la plaza del Volador. Después el populacho se dirigió al panteón de Santa Paula para desenterrar y arrastrar por la calle la pierna que Santa Anna había perdido seis años antes luchando contra los invasores franceses.
Como presidente interino, Canalizo trató de establecer el orden, pero el ejército se negó a obedecer. Encerrado en Palacio Nacional, en un arrebato de cólera comenzó a tomar disposiciones para hacer explotar un polvorin que había en el recinto. Dió orden para que fuera volado el Palacio Nacional, lo que estuvo a punto de cumplirse, escribió el historiador Alfonso del Toro, pero comprendiendo lo vano de su acción, pronto desistió.
A las tres de la mañana del día 7 después de que su seguridad personal y la de sus ministros fueron garantizadas por el general José Joaquín de Herrera, quién encabezaba la rebelión, Canalizo se rindió sin disparar un solo tiro. Esta revuelta sería recordada en la historia como la revolución de tres horas.

### La última batalla
Hecho prisionero, fue sometido a juicio y condenado al destierro. Embarcó a Cádiz, España, cuando la presidencia del gobierno la retomó José Joaquín de Herrera, en donde permaneció durante casi dos años. Enterado en Europa de que México se encontraba en guerra con Estados Unidos, decidió regresar para ofrecer sus servicios a la nación.
En una carta escrita el 4 de junio de 1846 desde Madrid expresó al Congreso mexicano sus deseos de hacer frente a las tropelías e infamias de nuestros audaces vecinos, comprometiéndose a que después de concluida la defensa del territorio, saldría para cumplir con el destierro.
Fue así que el 14 de noviembre de 1846 llegó a Veracruz a bordo del vapor inglés Clayde, cuya insignia le sirvió para poder cruzar el bloqueo que la marina estadounidense mantenía sobre el puerto de Veracruz. Los vientos políticos habían cambiado y Santa Anna se encontraba de nuevo en el poder, favorecido otra vez por la opinión pública y dirigiendo al ejército contra los invasores. Canalizo fue nombrado ministro de Guerra y Marina cargo que ocupó brevemente, del 24 de diciembre de 1846 al 23 de febrero de 1847.

### Comandante del Ejército de Oriente
Asignado a finales de marzo de 1847 como comandante del Ejército de Oriente y jefe militar del Estado de Veracruz, Canalizo comenzó a fortificar las alturas de cerro Gordo por orden de Santa Anna para impedir el avance de los norteamericanos, a pesar de las recomendaciones del jefe de ingenieros, el coronel Manuel Robles Pezuela, respecto a que no era un buen sitio estratégico. No obstante la llegada de Santa Anna con refuerzos, el punto fue tomado por el enemigo después de una sangrienta batalla.
Cerro Gordo constituyó un verdadero desastre para el ejército mexicano, una derrota que se convirtió literalmente en desbandada. Tan precipitada fue la retirada que el general Canalizo, al pasar por la fortaleza de Perote, no salvó ni un solo cañón o pertrechos del lugar, error que le valió las recriminaciones del gobierno y lo llevó a enfrentar un proceso militar.
Caído en desgracia, pidió su baja voluntaria del ejército en diciembre de 1847, decidido a pasar a la vida civil. Alejado de las esferas militares, se retiró a su hacienda de San Gabriel, amargado y resentido contra la corporación a la que tantos años había servido. Además, con la guerra ante Estados Unidos había surgido una nueva generación de militares que comenzaba a desplazar a los viejos soldados salidos de las filas realistas y presentes en los primeros años del México Independiente.
Al final de la guerra, por diferencias de criterio y opinión con Santa Anna respecto a estrategias de guerra para enfrentar las últimas batallas contra los Norteamericanos, abandonó la lucha armada y se retiró.

### Últimos años
Recién retirado de la vida pública, murió joven en la Ciudad de México, el 20 de febrero de 1850, a los 56 años.